# Revolución 20 de Noviembre
Revolución 20 de Noviembre är en ort i Mexiko.   Den ligger i kommunen San Pedro Tapanatepec och delstaten Oaxaca, i den sydöstra delen av landet, 600 km sydost om huvudstaden Mexico City. Revolución 20 de Noviembre ligger 26 meter över havet och antalet invånare är 295.
Terrängen runt Revolución 20 de Noviembre är kuperad åt nordost, men åt sydväst är den platt. Runt Revolución 20 de Noviembre är det ganska glesbefolkat, med 24 invånare per kvadratkilometer. Närmaste större samhälle är San Francisco Ixhuatan, 15,5 km väster om Revolución 20 de Noviembre. Omgivningarna runt Revolución 20 de Noviembre är en mosaik av jordbruksmark och naturlig växtlighet.